# John Hayes (filmregisseur)
John Patrick Hayes (New York, 1 maart 1930 – Burbank, 21 augustus 2000) was een Amerikaans filmregisseur, filmproducent, scenarioschrijver en acteur. Hij regisseerde vooral lowbudget B-films en later ook exploitatiefilms.
Hayes werd op 1 maart 1930 in New York geboren uit Iers-Amerikaanse ouders. Zijn ouders scheidden toen hij vier jaar oud was, waarna hij werd opgevoed door zijn grootmoeder en oom. Nadat hij twee jaar in de Amerikaanse marine had doorgebracht, keerde Hayes terug naar New York en begon hij acteerlessen te volgen bij Erwin Piscator.
Zijn carrière begon in de jaren 50 met het produceren en regisseren van kortfilms. In 1959 werd Hayes genomineerd voor een Academy Award voor de kortfilm The Kiss. In 1961 regisseerde hij zijn eerste langspeelfilm The Grass Eater. Naast regisseren was Hayes ook producent en schrijver van veel van zijn films. Af en toe verscheen hij in kleine rollen in televisieseries en films, voornamelijk in zijn eigen speelfilms.
Hayes overleed op 21 augustus 2000 aan kanker.